# Harald Hauberg
 Der er for få eller ingen kildehenvisninger i denne artikel, hvilket er et problem. Du kan hjælpe ved at angive troværdige kilder til de påstande, som fremføres i artiklen.

Harald Theodor Christian Hauberg (født 10. oktober 1883, død 12. august 1956) var en dansk funktionalistisk arkitekt, fætter til Niels Hauberg.
Han var søn af landmand Jørgen Christian Hauberg (1855-?) og gift med billedvæver Anna Giersing (1888-1977), der var søster til maleren Harald Giersing, og sammen fik parret datteren Sonja Hauberg, der blev forfatter samt yderligere to døtre og en søn. 
Han har blandt andet tegnet Sagførergården fra 1937 på Nøjsomhedsvej/Randersgade på Østerbro i København.
|  | Artiklen om Harald Hauberg kan blive bedre, hvis der indsættes et (bedre) billede Du kan hjælpe ved at afsøge Wikimedia Commons for et passende billede eller uploade et godt billede til Wikimedia Commons iht. de tilladte licenser og indsætte det i artiklen. |